# 石戸奈々子
石戸 奈々子（いしど ななこ、7月7日 - ）は日本の大学教授。慶應義塾大学大学院メディアデザイン研究科教授、NPO法人CANVAS理事長、Blab所長、一般社団法人超教育協会理事長、株式会社フジ・メディア・ホールディングス独立社外取締役（監査等委員）、株式会社フジテレビジョン社外取締役。

## 来歴
女子学院中学校・高等学校、東京大学工学部システム創成学科卒業。東京大学大学院学際情報学府修士課程修了。MITメディアラボ客員研究員を経て、NPO法人CANVAS、株式会社デジタルえほん、一般社団法人超教育協会等を設立、代表に就任。株式会社松屋社外取締役。慶應義塾大学大学院メディアデザイン研究科教授のほか、総務省情報通信審議会委員を筆頭に多数の省庁委員、NHK中央放送番組審議会委員、デジタル教科書教材協議会理事、デジタルサイネージコンソーシアム理事などの多数の役職を務めている。政策・メディア博士。
2025年3月27日より株式会社フジテレビジョンの社外取締役を務めている。同年6月の定時株主総会での承認を経て、株式会社フジ・メディア・ホールディングスの独立社外取締役（監査等委員）に就任した。

## 所属・役職
- NPO法人CANVAS理事長
- Blab所長
- 慶應義塾大学大学院メディアデザイン研究科教授[4]
- 株式会社フジ・メディア・ホールディングス独立社外取締役（監査等委員）
- 株式会社フジテレビジョン独立社外取締役
- 一般社団法人超教育協会理事長
- NHK中央放送番組審議会委員[5]
- デジタル教科書教材協議会理事
- デジタルサイネージコンソーシアム理事
- 東京オリンピック・パラリンピック競技大会組織委員会街づくり・持続可能性委員会委員

## 政府委員
- 総務省 情報通信審議会委員[6]
- 総務省 デジタル変革時代のＩＣＴグローバル戦略懇談会 委員[7]
- 経済産業省 産業構造審議会産業技術環境分科会研究開発・イノベーション小委員会委員[8]
- 文部科学省 科学技術・学術政策研究所 第11回科学技術予測調査ICT・アナリティクス・サービス分科会　委員
- 内閣府 知財創造教育推進コンソーシアム検討委員会 委員

## 著作

### 著書
- 「デジタルサイネージ革命」（共著　共著者：中村伊知哉）　朝日新聞出版 2009年6月
- 「日本を動かす次世代メディア　デジタルサイネージ戦略　電子看板最前線」（共著　共著者：中村伊知哉）アスキー・メディアワークス 2010年4月
- 「デジタル教科書革命」（共著　共著者：中村伊知哉）ソフトバンククリエイティブ 2010年9月
- 「子どもたちは電子羊の夢を見るか？（1）0歳からはじまるデジタル教育」ブックウォーカー 2013年5月
- 「子どもたちは電子羊の夢を見るか？（2）デジタルとオンラインで変わる明日の教育」ブックウォーカー2013年12月
- 「子どもたちは電子羊の夢を見るか？ (3) よみかきプログラミング」ブックウォーカー2014年7月
- 「子どもの創造力スイッチ！遊びと学びの秘密基地　CANVASの実践」フィルムアート社2014年2月
- 「デジタル教育宣言　スマホで遊ぶ子ども、学ぶ子どもの未来」KADOKAWA/中経出版 2014年12月
- 「プログラミング教育ってなに？親が知りたい45のギモン」ジャムハウス 2018年10月

### 監修
- 「コンピュータのひみつ 小学生向け 絵本」学研プラス 2018年11月
- 「さわって 学べる プログラミング図鑑」学研プラス 2019年3月

## メディア露出
- 「アエラが選ぶ　日本を立て直す100人」に選出（AERA：2011年12月26日 2012年1月2-9日合併号）
- 新世代が解く!ニッポンのジレンマ (NHK Eテレ) 2012年5月14日
- 情報プレゼンター とくダネ!(フジテレビ)コメンテイター 2013年4月〜2018年3月[9]